# Geneviève Dieudonné
Geneviève Dieudonné es un personaje que aparece en diversas obras del autor Kim Newman.

## Apariencia
Según palabras de Newman, existen tres versiones de Geneviève, una para cada una de las series sobre las que ha escrito: Warhammer Fantasy, Anno Dracula y El Club Diogenes). Todas tienen un segundo nombre diferente pero todas vendrían siendo "primas en continuidad ".
Todas ellas comparten una serie de características similares: ella es una hermosa vampira rubia  de Bretaña (o su equivalente en el mundo donde se desarrolle la historia), convertida por el Antiguo Vampiro Chandagnac, cuando tenía 16 años. Aunque ella tiene 400 años de edad en el momento en que se desarrollan las historias donde ella interviene, su apariencia asemeja a una joven de 16 años. Según Newman, su nombre proviene de una mujer que una vez conoció, si bien su apellido proviene de Albert Dieudonné.

## Versiones

### Warhammer Fantasy
Genevieve Sandrine du Pointe du Lac Dieudonné apareció originalmente en la novela de fantasía de Warhammer  Drachenfels, escrita por Newman bajo el seudónimo de Jack Yeovil. Más tarde apareció en la novela Bestias en Terciopelo , varios cuentos Reunidos en  Genevieve Undead y  Uñas de Plata  y la colección completa, La Vampira Genevieve. Según Newman, "la razón que no lleva acento en su nombre en los libros de GW es que las técnicas de procesamiento e impresión de textos eran tan primitivos entonces que poner los acentos seria un gran dolor, por lo que solo los utilizo en ocasiones especiales, como cuando anuncio su apellido, Dieudonné."
En el escenario ficticio de Warhammer Fantasy, Genèvieve nació en Bretonia en el año 1839 del Calendario Imperial. A ella le fue dado el beso oscuro por Chandagnac en 1855 y viajó con él por algún tiempo. Sus destinos incluyen El Imperio, Cathay (donde estudió magia y artes marciales), y Arabia (donde fue esclava). Después de la muerte del Chandagnac, trabajó en una taberna para vampiros por un siglo, antes de unirse a una banda de aventureros. Durante este tiempo y después, se convirtió en mercenario, espía, se recluyo en un convento, actriz (para un único show) interpretándose a sí misma, un vagabundo y asesina. Después de frustrar un complot para iniciar una guerra entre vampiros y seres humanos, ella se asentó y se casó con su amante, el dramaturgo Detlef Sierck.
Newman ha declarado que Genevieve es uno de los personajes más populares de Warhammer Fantasy y que "muchas de las niñas tomaron a Genevieve como una figura inusual con la que se identifican, para nada principescas (todos los libros de Jack Yeovil tienen heroínas de acción con problemas estilo Marvel Comics, los cuales van más allá de buscar al próximo malo para apalearlo)."

### Anno Dracula
Geneviève Sandrine d'Isle Dieudonné es un personaje principal de la primera novela de Newman de la serie Anno Dracula,  que combina personajes y situaciones de numerosas obras de ficción y Newman se da el crédito como Jack Yeovil detrás del libro.
Su trasfondo ficticio es revelado gradualmente a lo largo de la serie. Nació en Bretaña 1416. Su padre era un médico, y aprendió mucho de su oficio. Disfrazado como un niño, luchó con Juana de arco; en 1432, hasta su muerte, cuando se le dio el beso oscuro por Chandagnac. En los años siguientes, ella tuvo una variedad de ocupaciones, como enfermera, cortesana, esclava y soldado; se disfrazaria una vez más como hombre para combatir junto a Francis Drake a la  Armada Invencible y con Napoleón en la invasión francesa a Rusia. Fue una buena amiga y aparentemente, amante de Carmilla Karnstein.
En 1888 (durante los acontecimientos de  Anno Dracula), varios años después de que el Conde Drácula se apoderara de Gran Bretaña, Geneviève ayuda al agente del Club Diógenes, Charles Beauregard a cazar al asesino de vampiros conocido como "Cuchillo de Plata ", que finalmente se revelaría como Jack Seward, un doctor con el que había trabajado en Toynbee Hall. Poco después, ella ayuda a Beauregard, que se había convertido en su amante, en su intento por asesinar a la Reina Victoria por órdenes de Mycroft Holmes, para tratar de evitar que Dracula continúe en el trono británico. En la secuela, El sanguinario Barón Rojo, Geneviève está ausente; Según Newman, esto fue porque se "estaba convirtiendo en un personaje demasiado fuerte para su propio bien" y le permitió construir otro personaje, Kate Reed, en su lugar.
Ella es mencionada a menudo en el segundo libro, sin embargo, se dice que se han trasladado a una Granja de naranjas en California (lo que, según el las historias de Newman, la convertiría en uno de los primeros Vampiros en California, de los pocos que habría en los Estados Unidos). Sin embargo, regresa como un personaje principal en el tercer (y hasta la fecha último) libro de la serie, Drácula Cha Cha Cha, donde en 1959 tiene que elegir entre la muerte de Dracula y de su amante Beauregard. De acuerdo a Newman, podría traerla de vuelta, dado que se dio cuenta de que su historia todavía no termina.
Sin embargo, ella aparece en varios de las historias cortas. En la década de 1970, bajo el nombre "Gené Dee", se convierte en una investigadora privada después de ayudar a Philip Marlowe en un caso, aunque ella finalmente se retira del negocio después de una investigación en 1981 que involucró a Orson Welles y una porrista llamada "Barbie la Caza Vampiros ". Sus andanzas posteriores son desconocidas, aunque presumiblemente ella aparecerá en la próxima novela, Johnny Alucard. Newman, aún tenía planes para ella en mayo de 2008.
Una devota católica, pasó gran parte de su vida preguntándose si realmente estaba maldita como su sacerdote había afirmado, pero más tarde aprendió a ignorar y sobrellevar los sentimientos de autodestrucción. Sin embargo, todavía es muy consciente de sus responsabilidades y se ha negado a pasar el Beso Oscuro en casi todas las situaciones. También es una persona de pensamiento progresista e imaginativa, albergar un interés en la Novelas de terror, ciencia ficción, historias alternas y ficción distópica. Leyó Napoleón y la conquista del mundo,  Drácula,  El Gran Hermano, Soy leyenda, y En la playa y por un tiempo deseo ser una astronauta después de leer obras de Arthur C. Clarke.
En una posible película de Anno Dracula, Newman penso en llamar primero a Isabelle Adjani y después a Juliette Binoche para que interpretaran a Geneviève.

### The Diogenes Club
Genèvieve Sandrine Ysolde Dieudonné también conocida como "Jennifer Dee" y "Geneva Deodati ", ha aparecido en varios libros y cuentos de Newman sobre el Club Diógenes, junto con varios personajes de  Anno Dracula, incluyendo a Beauregard, Edwin Winthrop y Catriona Kaye. Aunque ella es reticente sobre su pasado, presumiblemente recuerda a su contraparte de  Anno Dracula, de finales del siglo XIX, cuando se dio la fallida invasión de Dracula a Inglaterra. En esta línea de tiempo, permaneció en Inglaterra durante el siglo XX, haciendo trabajos ocasionales con el Club Diógenes. Es mencionado por el Cuidador que ella fue excomulgada en 1638 por la Inquisición romana.
Esta versión de Genèvieve aparece en la historia corta "El Gran Pez", contra amenazas que recuerdan a criaturas Lovecraftnianas junto a Edwin Winthrop durante la Segunda Guerra Mundial; cuatro historias en la secuencia de Siete Estrellas'’ ("El problema con Barrymore", una secuela de "El Gran Pez "; "El Gerente del Banco Biafran "; "La Historia del Perro"; y "El Duelo de las Siete Estrellas"); y en la historia corta "Siesta Fria", con el agente del Club Diogenes de 1970 Richard Jeperson. Ella es un personaje principal en "Sorceror Conjurer Wizard Witch", el cual muestra su primer encuentro con Beauregard en la línea temporal del Club Diogenes